# Félix Rozanski
Félix Rozanski (en polaco: Feliks Różański; 1821-Tarragona, 1891) fue un sacerdote bibliógrafo, traductor e hispanista polaco.
Fue bibliotecario de la Real Biblioteca de San Lorenzo de El Escorial desde 1875 a 1884. Se encargó de restaurar y consolidar viejos manuscritos y reparó los daños producidos por el incendio de 1872, aunque su principal aportación fue la incorporación de la librería del padre Claret, formada por 5000 ejemplares.
Vivió sus últimos años en Tarragona. Se publicó la noticia de su fallecimiento el 1 de junio de 1891.

## Obras
- Relación sumaria sobre los códices y manuscritos del Escorial (Madrid: Tipografía de Manuel Ginés Hernández, 1888).
- Traducción de Viajes de extranjeros por España y Portugal en los siglos XV, XVI y XVII: colección de Javier Liske: (año de 1878); traducidos del original por Félix Rozanski (Madrid: Casa Editorial de Medina, 1880; facsímil Valencia: Librerías París-Valencia, 1996)